# Ignace Bessi Dogbo
Ignace Bessi Dogbo, né le 17 août 1961 à Niangon Adjamé, est un prélat catholique, archevêque d'Abidjan depuis le 20 mai 2024. Il est créé cardinal par le pape François au cours du consistoire du 7 décembre 2024.

## Biographie

### Prêtrise
Il est ordonné prêtre le 2 août 1987 et exerce dans le diocèse de Yopougon. À partir de 1989, il étudie pendant 4 ans à l'Institut biblique pontifical de Rome d'où il est titulaire d'une licence en exégèse. De retour à Yopougon en 1993, il est directeur diocésain des Œuvres pontificales missionnaires, puis de 1995 à 1997 vicaire général du diocèse. En 1997, il est nommé curé de la paroisse de la cathédrale Saint-André de Yopougon.
En parallèle à ces activités, il est professeur de langues bibliques au grand séminaire « Saint Paul » d'Abadjin Kouté (Songon) et assistant spirituel diocésain des « Jeunes Étudiants Chrétiens »,.

### Épiscopat
Le 19 mars 2004, le pape Jean-Paul II décide de le nommer évêque à Katiola,. Du 4 au 25 octobre 2015, il participe comme élu de l'épiscopat ivoirien à la XIVe Assemblée générale ordinaire du Synode des Évêques, au Vatican,.
Le 12 octobre 2017, il est nommé administrateur apostolique de Korhogo après la démission pour raisons de santé de Marie-Daniel Dadiet,. De 2017 à juin 2023, il occupe la fonction de président de la Conférence des évêques catholiques de Côte d'Ivoire. En 2021, le pape François le nomme archevêque de Korhogo.
Le 20 mai 2024, il est nommé archevêque métropolitain d'Abidjan et succède au cardinal Jean-Pierre Kutwa,. Il prend possession canonique de son siège épiscopal le 3 août en la cathédrale Saint-Paul au Plateau à Abidjan.
Le 6 octobre 2024, le pape François annonce qu'il sera créé cardinal lors d'un consistoire le 7 décembre suivant,,. Il est créé avec le titre de cardinal-prêtre de Santi Mario e Compagni Martiri.
Le 11 janvier 2025, le pape le nomme membre du Dicastère pour la Doctrine de la foi.

## Affaire des prêtres qui refusent de revenir dans leur diocèse
Dès 2018, il intervient pour critiquer les prêtres qui, envoyés en mission Fidei donum aux États-Unis ou en France, refusent de revenir dans leur diocèse d'origine après la fin de leur mission.